# Belagerung von Alexandria (641)
Frühe Schlachten
Mu'ta – Tabūk – Dathin – Firaz
Arabische Eroberung der Levante
Qartin – Bosra – Adschnadain – Mardsch ar-Rahit – Fahl – Damaskus – Mardsch ad-Dibadsch – Emesa – Jarmuk – Jerusalem – Hazir – Aleppo
Arabische Eroberung Ägyptens 
Heliopolis – Alexandria – Nikiou
Umayyadische Eroberung Nordafrikas
Sufetula – Vescera – Karthago
Umayyadidische Invasion Anatoliens
 und Konstantinopels
Eiserne Brücke – Germanikeia – 1. Konstantinopel – Sebastopolis – Tyana – 2. Konstantinopel – Nikäa – Akroinon
Arabisch-byzantinischer Grenzkrieg
Kamacha – Kopidnadon – Krasos – Anzen und Amorion – Mauropotamos – Lalakaon – Bathys Ryax
Sizilien und Süditalien
1. Syrakus – 2. Syrakus – Feldzüge des Maniakes
Byzantinischer Gegenschlag
Marasch – Raban – Andrassos – Feldzüge des Nikephoros Phokas – Feldzüge des Johannes Tzimiskes – Orontes – Feldzüge Basileios’ II. – Azaz
Seeoperationen
Phoinix – Muslimische Eroberung Kretas – Thasos – Damiette – Thessalonike – Byzantinische Rückeroberung Kretas
Nach dem Tod des Propheten Mohammed im Jahr 632 n. Chr. begann für die muslimischen Araber eine Phase der raschen Expansion. Unter der Führung der ersten Kalifen, den Rashidun, attackierten islamische Armeen sowohl das persische Sassanidenreich als auch das Oströmische Reich. Die aggressive Politik der Araber traf beide Großreiche unvorbereitet, da sie die Macht der vereinigten islamisierten Araber unterschätzten. Nachdem sie sowohl das oströmische Heer am Jarmuk (636) und die Perser bei Kadesia (637) geschlagen hatten richteten die muslimischen Armeen ihr Augenmerk auf die reichen afrikanischen Provinzen des Oströmischen Reiches.
Auffallend an der islamischen Eroberung war der Umstand, dass das soziale und politische Leben in den eroberten Leben unter den neuen Herrschern bestehen blieb. Viele Christen und Muslime blieben auf ihren Positionen oder stiegen sogar am Hof in Baghdad auf. Dies führte zu einer schnellen Stabilisierung des neuen Reiches. Der größte Unterschied zwischen Muslimen und Nicht-Muslimen war ihre Besteuerung. „Ungläubige“ hatten die sog. Dschizya zu entrichten, während Muslime die Zakāt bezahlten.

## Oströmisches Alexandria
Vor den Muslimen herrschte in Alexandria das Oströmische Reich. Als wichtigster Mittelmeerhafen seiner Zeit war Alexandria der Schlüssel zu ihrer Kontrolle über Ägypten, die Stadt selbst besaß eine große griechische Bevölkerung. Die Bevölkerung Alexandrias war über die Jahrhunderte stark durch den oströmischen Einfluss auf Kultur und Religion geprägt worden, trotzdem sprach die Bevölkerungsmehrheit Koptisch anstatt Griechisch oder Latein. Die Kopten waren also das wichtigste Element der ägyptischen Gesellschaft vor der Ankunft des Islam.
Ägypten war für die Oströmer der überlebenswichtige Nahrungsproduzent. Alexandria war außerdem einer der Haupt Armee- und Flottenstützpunkte des Reiches, üblicherweise war eine starke kaiserliche Garnison in der Stadt quartiert. Nach dem Verlust Palästinas 638 konzentrierten die Oströmer ihre Abwehrbemühungen auf Kleinasien und Ägypten. Es sollte ihnen gelingen Kleinasien noch über Jahrhunderte zu halten, während die Verteidigung Ägyptens stetig schwieriger wurde.

## Islamische Eroberung Ägyptens
Im Jahr 634 folgte Omar dem Propheten als zweiter Kalif der Muslime. Während der frühen 640er richtete er seine Aufmerksamkeit auf das reiche Ägypten und besonders Alexandria. Die islamische Invasion Ägyptens wurde von ʿAmr ibn al-ʿĀs geführt; seine Armee war jeder oströmischen Feldarmee in der Region überlegen, da diese große Verluste in der Schlacht am Jarmuk erlitten hatten.
Die anfänglichen Angriffe richteten sich nur gegen Alexandria, sondern eher gegen die oströmische Festung Babylon, die das Nil-Delta sicherte. Die Vernichtung der oströmischen Truppen in der folgenden Schlacht bei Heliopolis im Sommer 640 und der Sieg über die Verteidiger von Babylon brachen die oströmische Herrschaft in Ägypten in militärischer Hinsicht.

### Die Eroberung Alexandrias
Nach der Vernichtung der oströmischen Truppen bei Heliopolis war die Stadt Alexandria quasi schutzlos, es war wahrscheinlich nur ein Bruchteil der üblichen Truppen zum Schutz der Stadt zurückgelassen worden. Obwohl die Oströmer also keine Armee mehr ins Feld führen konnten, reichte Alexandria starke Befestigung, um die muslimischen Angreifer in Schach zu halten.
Im September 641 wurde eine Vereinbarung geschlossen. Die Oströmer hatten elf Monate Zeit, Personen und Besitztümer zu evakuieren, wofür sie mit Geiseln bürgten. Im September 642 marschierten die Araber dann vertragsgemäß ein.
Der Verlust der Metropole wurde in der ganzen mediterranen Welt gespürt. Der Verlust der jährlichen Getreidelieferungen aus Ägypten waren katastrophal für die oströmische Wirtschaft; Händler mussten das Getreide den Muslimen nun teuer abkaufen. In dieser Notlage stand der oströmische Staat fast ständig am Rande des Ruins und musste in einigen Fällen sogar auf Piraterie zurückgreifen um das Getreide in oströmisch kontrollierte Häfen umzulenken.
Alexandria war für das Oströmische Reich also ein Garant für ein großes Steueraufkommen und auch für Luxuswaren gewesen. Durch den völligen Verlust Ägyptens als Steuer- und Getreidequelle sollte sich die Entwicklung des Oströmischen Reiches zum Byzantinischen Reich beschleunigen.

### Oströmischer Gegenangriff
Es gab mehrere oströmische bzw. byzantinische Versuche Alexandria zurückzuerobern. Obwohl diese Bemühungen von keinem dauerhaften Erfolg gekrönt waren, konnten sich die Byzantiner 645 noch einmal der Stadt bemächtigen. Arabische Quellen sprechen von einer großen byzantinischen Flotte mit dem Ziel Alexandria. Die kaiserlichen Truppen wurden von einem General namens Manuel angeführt. Nachdem sie in der Stadt ohne Gegenwehr einmarschierten, konnten sie sich auch des Umlands von Alexandria bemächtigen. Als Antwort versammelten die Muslime eine Streitmacht von 15.000 Mann, die abermals von ʿAmr ibn al-ʿĀs befehligt wurde. Die Byzantiner wandten ihre standardmäßige Strategie an und verließen Alexandria, um eine offene Feldschlacht zu suchen. Schlachtberichte schildern, dass die Muslime zuerst einen Geschosshagel einsetzten, der viele Byzantiner in die Flucht schlug. Die Byzantiner wurden vollständig besiegt und zogen sich aus der Region zurück.
Im Jahr 654 sandte Kaiser Konstans II. ein weiteres Expeditionsheer aus, das ebenfalls zurückgeschlagen wurde. Dies war der letzte byzantinische Versuch zur Rückeroberung Alexandrias.

## Leben unter islamischer Herrschaft
Die archäologischen Befunde deuten auf eine fortgesetzte Prosperität der Stadt unter arabischer Herrschaft hin. Nachdem sie sich ergeben hatte, zeigte sich die Bevölkerung Alexandrias bemerkenswert aufgeschlossen gegenüber den neuen Herren, oftmals bevorzugten sie diese gegenüber den vormaligen oströmischen Beamten. Viele Quellen stimmen überein, dass die Muslime sich bemühten die lokalen Mentalitäten und die Religion der Unterworfenen zu respektieren. Die Stadt erfreute sich anfangs unter arabischer Herrschaft einer weitreichenden Autonomie. In der folgenden Quelle wird das Geschehen kurz nach der Eroberung der Stadt durch Amr beschrieben:
“Und als [Amr] den Patriarchen sah empfing er diesen mit Respekt und sagte zu seinen Gefolgsleuten: ‘Wahrhaft, in allen Ländern, in deren Besitz wir gelangt sind, habe ich niemals einen Mann Gottes wie diesen gesehen. Amr wandte sich nun an ihn und sprach: ‘Verwalte auch weiterhin all deine Kirche und deine Herde und regele ihre Angelegenheiten. Und wenn ihr für mich betet, werde ich nach Westen und zur Pentapolis gehen um sie in meinen Besitz zu bringen, wie ich es mit Ägypten getan habe, und nachdem ich sicher und schnell zu Euch zurückgekehrt bin, werde ich für Euch alles tun, was Ihr von mir erbittet. Der heilige Patriarch Benjamin betete für Amr und sprach eloquente Worte, die Amr und seine Gefährten in Ehrfurcht versetzten; sie erhielten Mahnungen für alle, die seine Worte hörten. Er enthüllte Amr gewisse Dinge und zog sich schließlich in allen Ehren zurück.”
In praktischer Hinsicht blieb die Stadt in ihrem Gefüge unverändert. Griechisch, Koptisch und Arabisch wurden allerorts verstanden. Öffentliche Dokumente wurden weiterhin in griechischer und koptischer Sprache verfasst. Koptisch wurde auch weiterhin im Bereich der Medizin, Mathematik und Alchemie angewandt. Einsetzend mit dem 11. Jahrhundert verdrängte Arabisch das Griechische und Koptische aus der Stadt.
Sowohl vor als auch nach der islamischen Eroberung zeichnete sich Alexandria durch eine große religiöse Vielfalt aus. Seit dem 3. Jahrhundert war die Stadt eine Hochburg des Monophysitismus und Nestorianismus sowie einer substanziellen Anzahl anderer christlicher Kulte gewesen.
Ehen zwischen muslimischen Männern und nicht-muslimischen Frauen scheinen ebenfalls üblich gewesen zu sein, ein nennenswerter Teil der arabischen Eroberer nahm sich griechische, koptische oder Berberfrauen. Da dies vielerorts unerwünscht und vom Kalifen Omar verboten worden war, lässt es den größeren Willen zur Integration als zum totalen Umsturz der Verhältnisse erkennen.
Die Bedeutung Alexandrias als ökonomische und militärische Basis für weitere Operationen der Araber kann nicht überschätzt werden. Nach dem Fall des oströmischen Ägyptens war der Fall des Exarchats von Karthago nur noch eine Frage der Zeit. Die Kyrenaika fiel 642, Tripoli 643. Der Fall Alexandrias markiert ebenfalls die Hinwendung des Kalifats von der arabischen Halbinsel zum Mittelmeer. Ägypten sollte zum Eckpfeiler der islamischen Macht im Mittelmeer werden.